# Drino flaviseta
Drino flaviseta là một loài ruồi trong họ Tachinidae.